# Zwierzyniecki híd
A Zwierzyniecki híd Krakkó egyik legújabb, egyben legnyugatibb hídja. Funkciója a mindig terhelt Debnicki híd tehermentesítése lett volna, az ehhez szükséges ráhordó úthálózat a Visztula bal partján azonban még hiányzik. Jelenleg tehát mindössze a helyi forgalmat szolgálja, összekötve a kertvárosi részeket. A híd a nevét a közeli jobbparti városrészről, Zwierzyniecről kapta, ami a krakkóiak egyik kedvelt városközeli kirándulóhelye.